# مايرون جاي غوردون
مايرون جاي غوردون (بالإنجليزية: Myron J. Gordon) هو اقتصادي أمريكي، ولد في 15 أكتوبر 1920، وتوفي في 5 يوليو 2010 في سوميت في الولايات المتحدة.